# Rockville (Nebraska)
Pour les articles homonymes, voir Rockville.
Rockville est un village du comté de Sherman, dans l'État du Nebraska, aux États-Unis. En 2020, il comptait une population de 89 habitants.